# Per Borten
Per Borten (3. april 1913 − 20. januar 2005) var en norsk politiker fra Senterpartiet, der var Norges statsminister fra 1965 til 1971.